# Jean-Claude Ogier
Jean-Claude Ogier, né le 20 mars 1938 à La Touche (Drôme), est un copilote (1960-1964) et pilote (1964-1970) de rallyes français, ayant accompli toute sa carrière pour Citroën.
Il est l'époux de Lucette Pointet, et n'a aucun lien de parenté direct avec Sébastien Ogier.

## Palmarès

### Copilote
- Critérium des Cévennes en 1960, avec René Trautmann (Citroën ID 19) ;
- Tour de Corse en 1961, avec René Trautmann (Citroën ID 19) ;
- Rallye Lyon-Charbonnières-Stuttgart en 1964, avec Lucien Bianchi (Citroën DS 19) ;
- Critérium Neige et Glace en 1965, avec Johnny Servoz-Gavin ;  
  - 2e du Rallye de Genève: 1960, avec René Trautmann (Citroën ID 19) ;
  - 2e du Deutschland rally: 1960, avec René Trautmann (Citroën ID 19 ; 1ers en 2L.) ;
  - 3e de Liège-Sofia-Liège (le Marathon de la Route): 1963, avec Lucien Bianchi (Citroën DS 19) ;
  - 4e du Rallye Monte-Carlo: 1963, avec Lucien Bianchi (Citroën DS 19) (1ers en classe 4 avec René Trautmann, en 1961) ;

### Pilote
- Safari calédonien en 1968 et 1969, avec Lucette Pointet (Citroën DS 19) ;
- Rallye d'Australie de l'est (East Australian Rally Tour (en)) en 1970, avec Lucette Pointet (Citroën DS 21; ex æquo avec Edgar Herrmann sur Datsun 1600SSS[1]) ;
  - 2e du rallye de l'Acropole (Acropolis rally): 1964, avec Bernhard Groll (Citroën DS 19) ;
  - 3e du rallye de Genève: 1964, avec son frère (Panhard CT24) ;
  - 3e du Rallye du Maroc : 1969, avec Michèle Veron (Citroën DS 21; 1ers du groupe 1) ;
  - 5e du rallye Shell 4000 : 1967, avec son épouse Lucette Pointet sur Citroën DS 21 (de 2 175 cm3) ;
  - 1er de la classe 3 : rallye Monte-Carlo 1967 (avec Bruno Pompanon, Citroën DS21) ;
  - 1er du groupe 1 : rallye San-Remo 1968 (avec Lucette Pointet, Citroën DS 21) ;
  - Londres-Sydney : 1968, avec Lucien Bianchi: abandon alors que l'équipage était en tête, à 100 km de l'arrivée de l'avant derrière étape (Citroën DS 21), et 4e de la seconde édition avec Claude Laurent sur Citroën CX 2400 ;

#### Endurance
- 2 participations aux 24 Heures du Mans, avec Claude Laurent: 1966 (Deutsch CD SP 66 - moteur Peugeot 1 130 cm3 S4, team S.E.C. Automobiles C.D.), et 1968 (Porsche 911 T 1 991 cm3 F6 privée (celle de C.Laurent) - 13e au classement général).